# 布里斯托 (內布拉斯加州)
布里斯托（英語：Bristow）是位於美國內布拉斯加州博伊德縣的村。

## 人口
根據2020年美國人口普查的數據，布里斯托的面積為0.42平方千米，皆為陸地。當地共有人口70人，而人口密度為每平方千米167人。